# بیل هوسنر
بیل هوسنر (به انگلیسی: Bill Heusner) (زادهٔ ۲۸ ژوئن ۱۹۲۷) شناگر اهل ایالات متحده آمریکا است.